# 珠海隧道
珠海隧道，是一條連接中國廣東省珠海市內金灣區至香洲區的海底隧道，於2020年12月15日動工興建，預計建設工期為4年。線路與珠海大橋南側平行佈置，起點位於珠海大橋東側，下穿掛錠角山體後沿著珠海大橋南側，橫跨西江出海口磨刀門水道，繼而又在西岸接入珠海大道主線。終點位於珠海大橋西（燈籠公路東側）。隧道全長約5,000米，其中隧道段長4,480米，連接道路長520米；隧道雙向六車道行車，設計時速上限為80公里。

## 历史
2020年12月15日，珠海隧道正式开工。
2022年11月17日，首台超大直徑泥水平衡盾構機─“開拓號”正式開始推進，標誌着工程全面進入盾構施工階段，盾構機整機長約123米，重4200噸，最大推力可達22000噸。
2024年3月12日，珠海隧道整个项目已完成投资总额的50%，其中，海底隧道盾构部分已经完成近九成，实施矿山法施工的山体隧道部分即将实施爆破。隧道土段工程分為两个标段施工。其中，TJ1标段西起珠海大桥东岸，以矿山法形式下穿挂锭角山体后，向北转向接入珠海大道主线；TJ2标段西起现状珠海大道主线，向南转向下穿新建辅道后转入珠海大桥南侧，以盾构段进入磨刀门水道江中段，继续向东下穿堤岸，全长3.8公里。
2024年7月17日，北线海底盾构隧道贯通：作為全國水下盾构隧道基岩长度最长工程、粤港澳大湾区在建唯一采用两台水下超大直径盾构跨海隧道工程。
2024年9月28日，海底隧道南线贯通，標誌著珠海隧道海底隧道段正式双线贯通。
2025年2月24日，珠海隧道工程TJ1标挂锭角山体隧道北线顺利贯通。
2025年5月30日，珠海隧道工程TJ1标挂锭角矿山法隧道南线（右线）顺利贯通，同時标志着珠海隧道工程全线贯通。